# 張宏 (成化乙未進士)
張宏（1442年—？），字克容，順天府大興縣人，龍驤衛官籍，明朝政治人物。進士出身。

## 生平
早年出身國子生，順天府鄉試第七十八名。成化十一年（1475年）乙未科會試第一百三十三名，殿試登進士第三甲第六十三名。

## 家族
曾祖父張七功。祖父張禮。父亲張信，曾任百戶。